# Diastylis cornuifer
Diastylis cornuifer is een zeekommasoort uit de familie van de Diastylidae. De wetenschappelijke naam van de soort is voor het eerst geldig gepubliceerd in 1929 door Blake.